# Friedrich Rückert

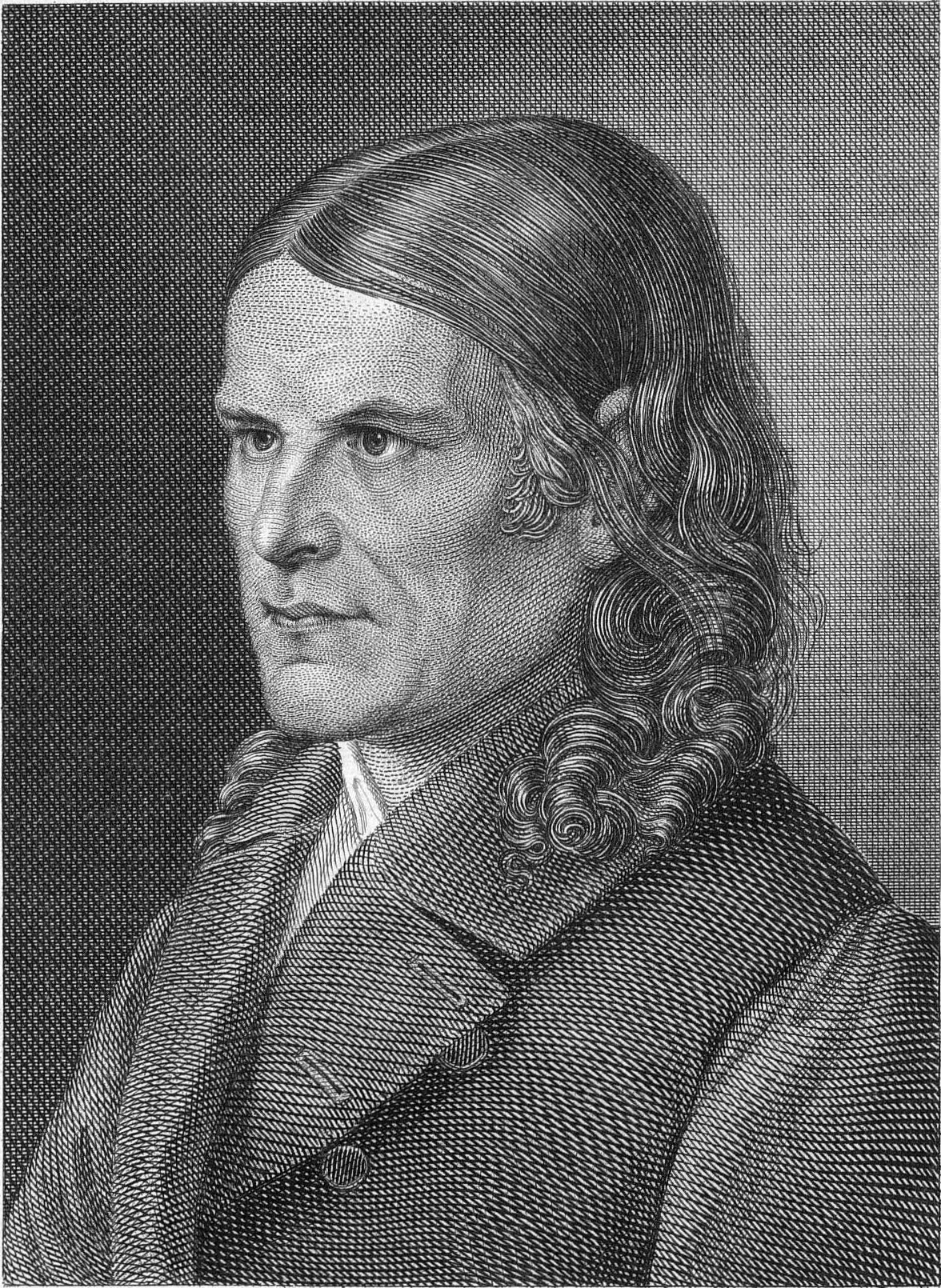
Friedrich Rückert, Stahlstich von seinem „lieben Freund und Kupferstecher“ Carl Barth nach einer Vorzeichnung aus dem Jahr 1843

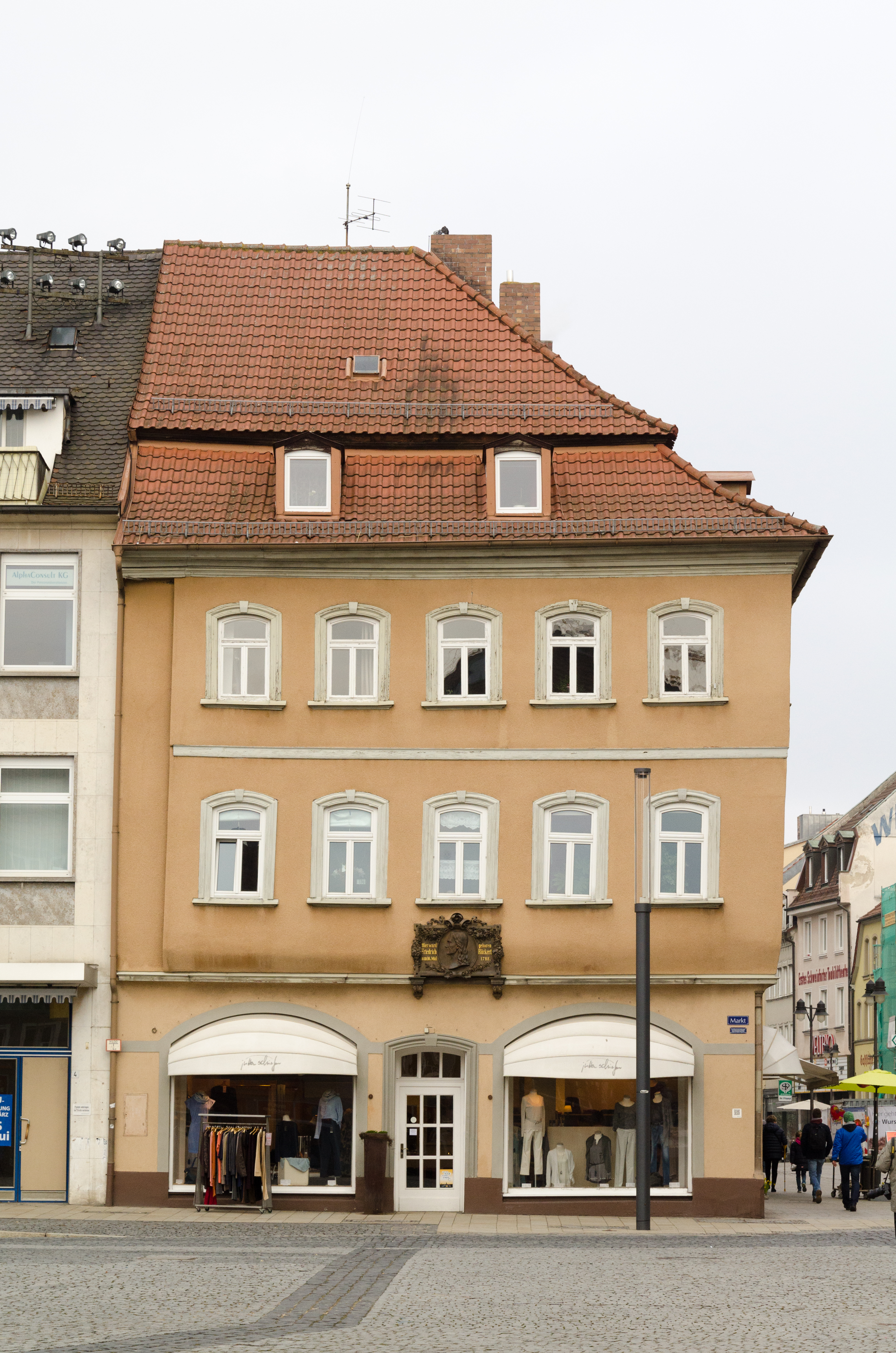
Geburtshaus Friedrich Rückerts in Schweinfurt

Friedrich Johann Michael Rückert (* 16. Mai 1788 in Schweinfurt; † 31. Januar 1866 in Neuses; Pseudonym Freimund Raimar, Reimar oder Reimer) war ein deutscher Dichter, Sprachgelehrter und Übersetzer sowie einer der Begründer der deutschen Orientalistik. Rückert beschäftigte sich mit mehr als 40 Sprachen und gilt als Sprachgenie. Zu seinem Freundeskreis zählten der Dichter August von Platen, der Philosoph Friedrich von Schelling und der Universalgelehrte Johann Wilhelm Andreas Pfaff. Rückert ist Namensgeber des Friedrich-Rückert-Preises und des Coburger Rückert-Preises.

## Leben und Werk

### 1788 bis 1818

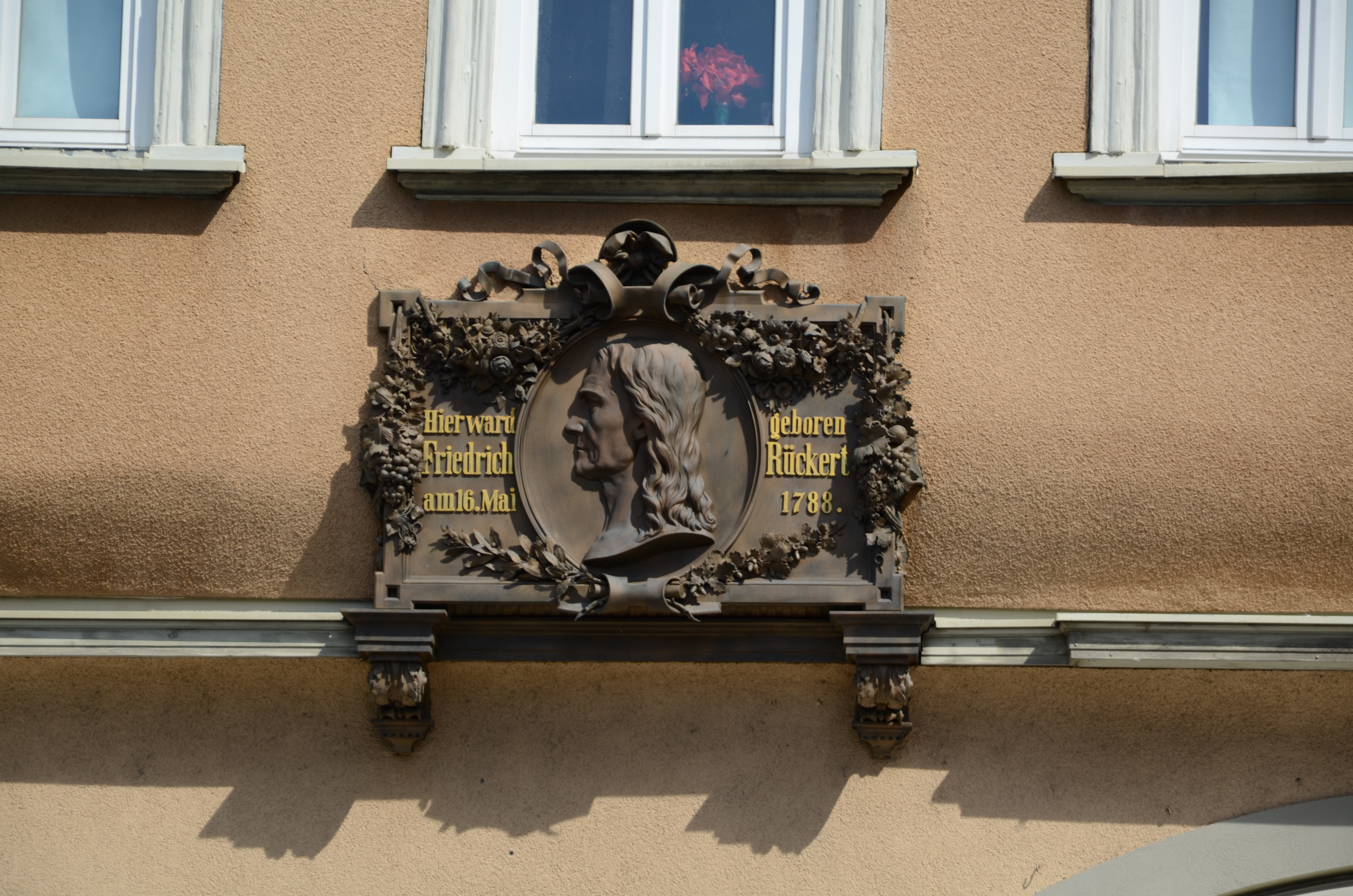
Tafel am Geburtshaus Friedrich Rückerts

Friedrich Rückerts Vater Johann Adam Rückert (* 3. Januar 1763 in Schwarzbach; † 30. Dezember 1835 in Schweinfurt), ein Rentbeamter, wurde 1792 nach Oberlauringen in Unterfranken versetzt. Die Eindrücke seiner dort verlebten Frühjugend hat Rückert in dem 1829 entstandenen Zyklus Erinnerungen aus den Kinderjahren eines Dorfamtmannssohns in poetisch-humoristischen Genrebildern dargestellt.
Als 14-Jähriger hatte sich Friedrich Rückert bereits mit dem Übersetzen der Odyssee beschäftigt. Nachdem er auf der Lateinschule in Schweinfurt die akademische Vorbildung erhalten hatte, begann er 1805 zunächst ein Studium der Rechte an der Universität Würzburg. Er wandte sich jedoch bald, bis 1809, ausschließlich dem Studium der Philologie und Ästhetik zu. Während dieser Zeit war er auch beim Corps Franconia Würzburg aktiv. Die Familie zog 1809 nach Ebern, wo Rückert im kommenden Jahrzehnt häufig zu Besuch war. Hier verliebte er sich in Agnes Müller, die Tochter eines in der Nähe wohnenden Justizamtmannes.
1810 wurde er in Hildburghausen in die Freimaurerloge Karl zum Rautenkranz aufgenommen. Als seine Geliebte an den Folgen eines Blutsturzes plötzlich starb, widmete er ihr den Sonettenkranz Agnes. Kurz darauf verliebte er sich in die Wirtstochter Maria Elisabeth Geuß, die seine Liebe jedoch nicht erwiderte. Aus diesem Erlebnis heraus entstand 1812 der Gedichtzyklus Amaryllis, der 72 Sonette und 18 weitere Gedichte umfasste und 1834 vollständig gedruckt wurde. Aus „Marielies“, dem Kosenamen des Mädchens, machte er mit „Amaryllis“ den Namen der arkadischen Hirtin aus den Eclogae Vergils und spielte mit „Amara“ zugleich auf die Bitternis der Erfahrung an.
Nach einer kurzen Anstellung 1811 als Dozent in Jena und einer darauffolgenden, ebenfalls kurzen Beschäftigung als Gymnasiallehrer in Hanau 1812/13 zog sich Rückert für eine Weile ganz von amtlicher Tätigkeit zurück und ließ sich als Privatgelehrter in Würzburg nieder. In den folgenden Jahren wechselte er seinen Wohnsitz häufig zwischen Würzburg, Hildburghausen und dem Elternhaus in Ebern.
Unter dem Pseudonym „Freimund Reimar“ (zunächst „... Reimer“) veröffentlichte er 1814 die Deutschen Gedichte.  Rückert, der an den Befreiungskriegen selbst nicht teilnehmen konnte, rief in seinen patriotischen Zeitgedichten zum Kampf gegen Napoleon auf, was ihn mit anderen national gesinnten Dichtern wie Theodor Körner oder Max von Schenkendorf verband. Die in der Sammlung veröffentlichten Geharnischten Sonette, ein aus 74 Gedichten bestehender Zyklus, begeisterten viele Zeitgenossen. Das bekannteste geharnischte Gedicht ist das 1812 verfasste Was schmied’st du Schmied?

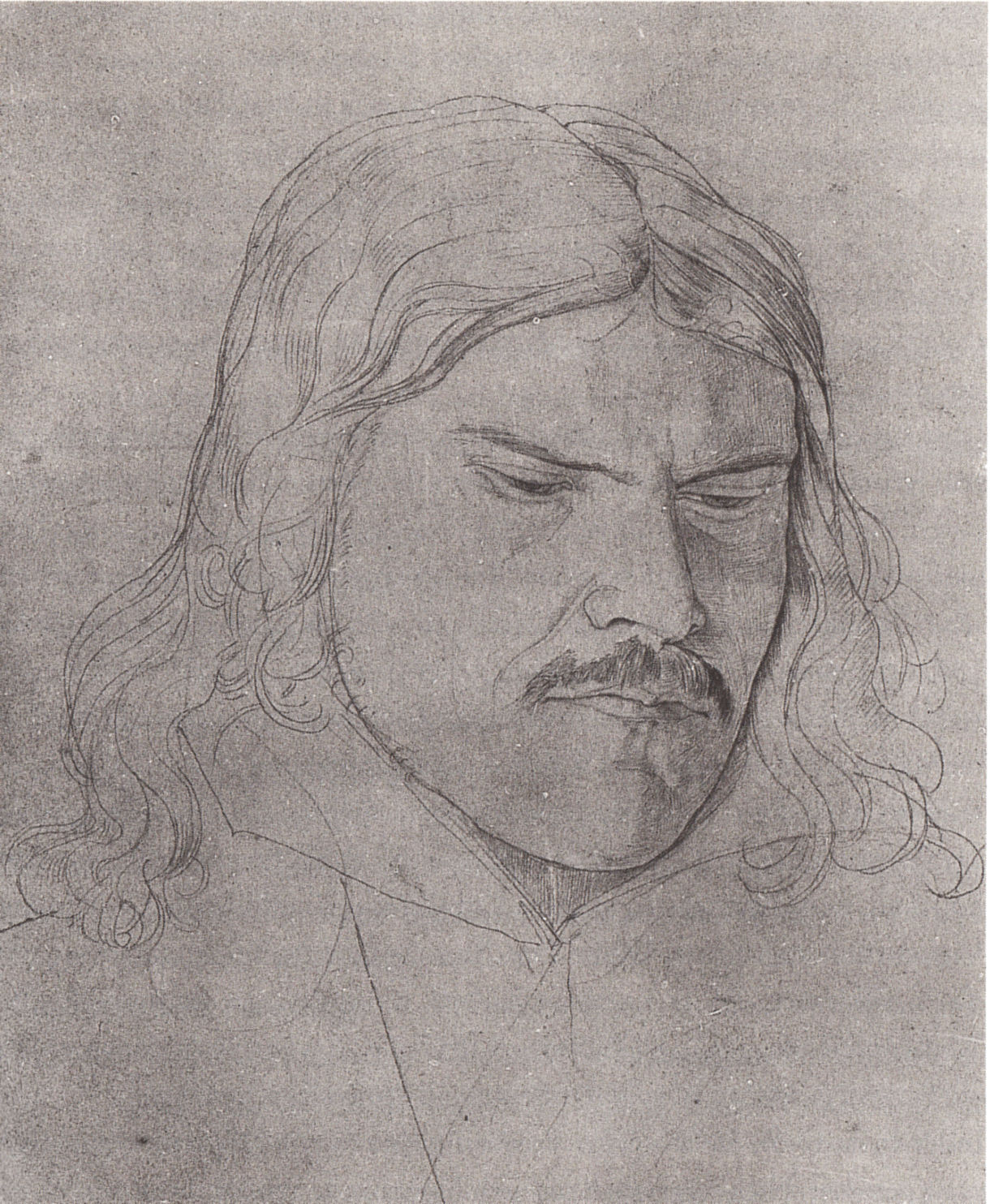
Rückert 1818 (Zeichnung von Franz Horny)

1815 ging Rückert auf Anregung des württembergischen Ministers von Wangenheim nach Stuttgart. Dort übernahm er die Redaktion des poetischen Teils des Cotta’schen Morgenblatts für gebildete Stände und ließ den Kranz der Zeit (1817) und Napoleon, eine politische Komödie in zwei Stücken (1816–1818) erscheinen. Er trug sich mit dem Plan einer Reihe von Hohenstaufenepopöen, den er später jedoch fallen ließ.
Im Herbst 1817 reiste Rückert nach Italien, wo er den größten Teil seiner Zeit Kontakt mit deutschen Künstlern pflegte, die sich in Rom aufhielten. Seit dem Italienaufenthalt war Rückert mit dem Zeichner und Kupferstecher Carl Barth befreundet. Die Redensart „Mein lieber Freund und Kupferstecher“ ist ein Rückert-Zitat. Im Oktober 1818 fuhr er nach Wien, wo er bei Joseph von Hammer-Purgstall (1774–1856) Persisch lernte.

### 1819 bis 1866

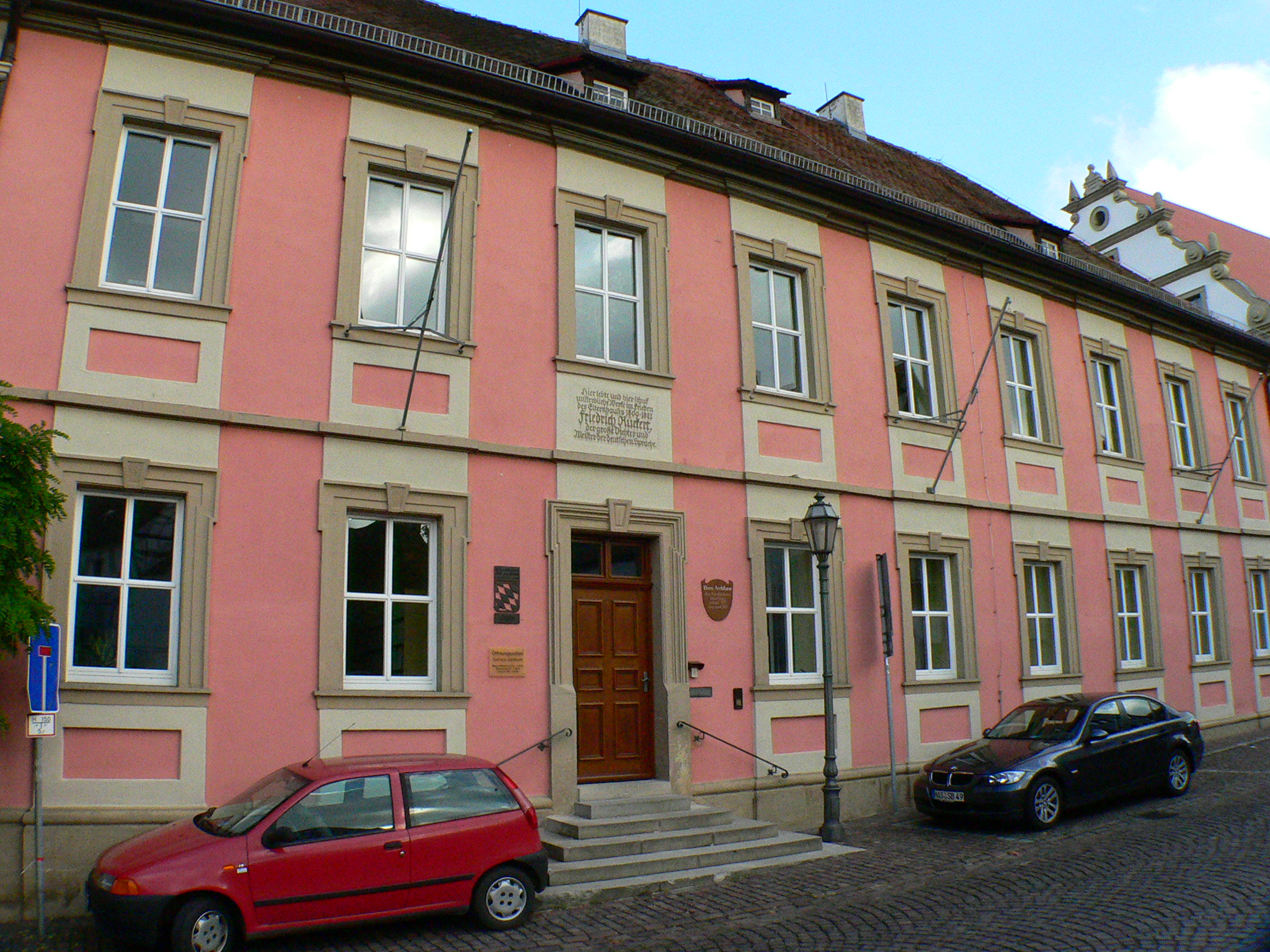
Wohnhaus von Rückerts Eltern in Ebern

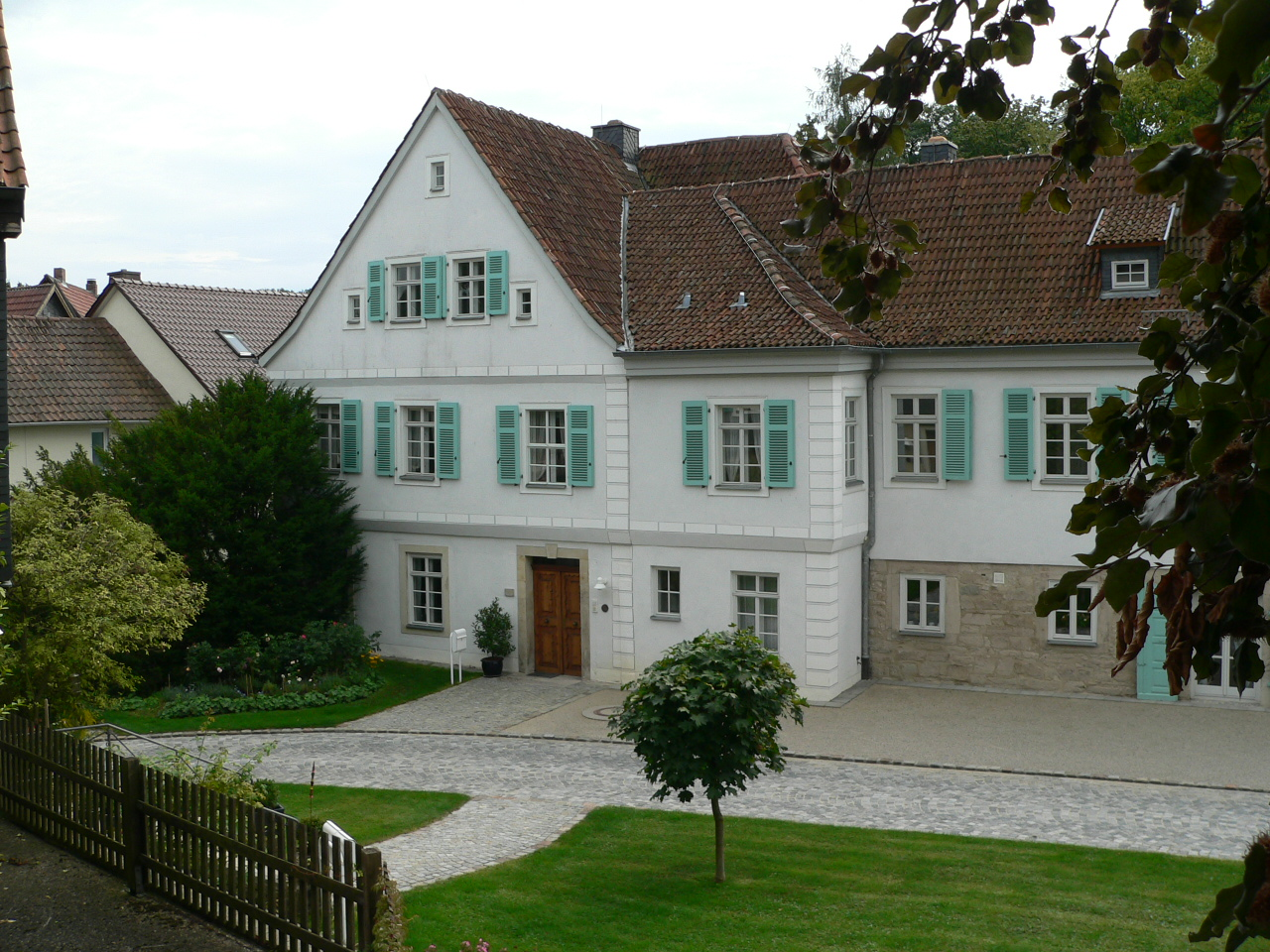
Rückerts Wohn- und Sterbehaus in Neuses, heute ein Stadtteil von Coburg

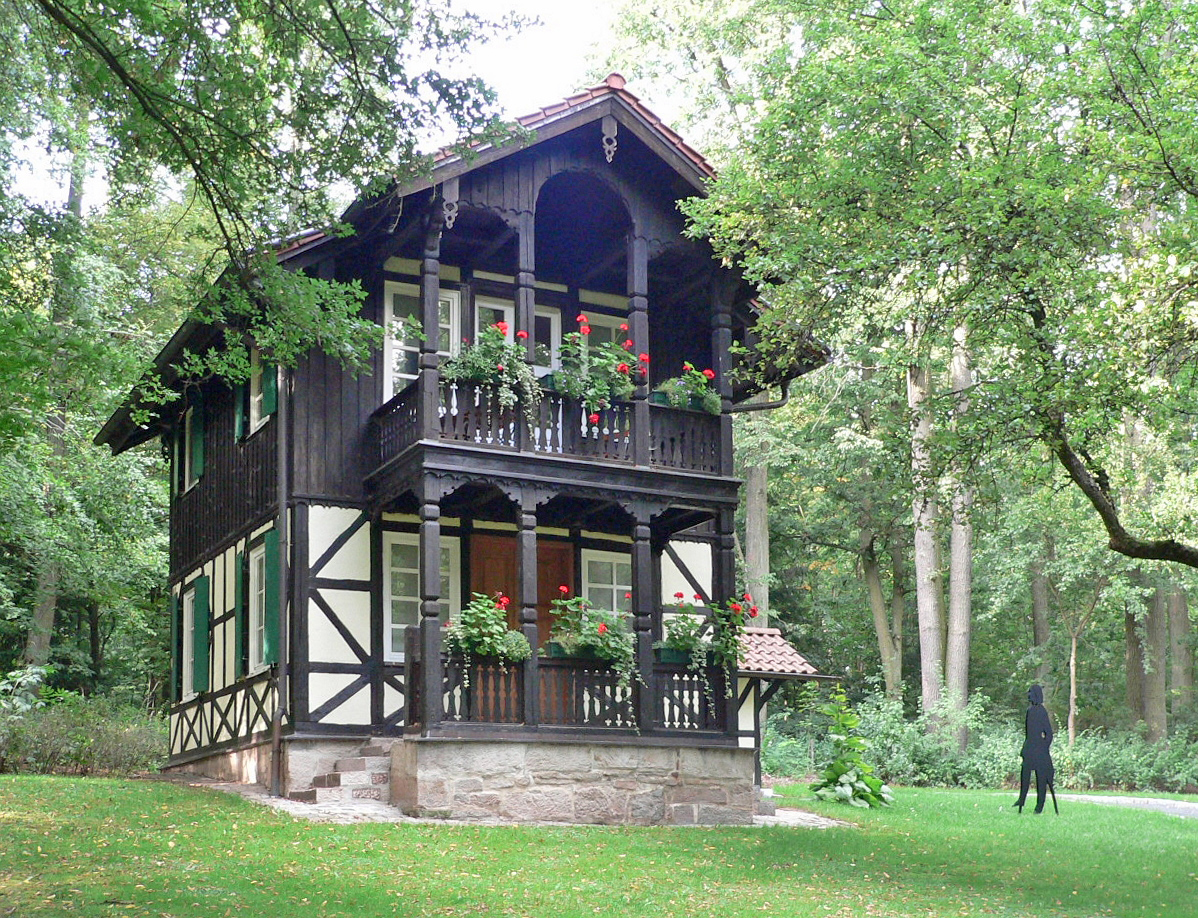
Das Goldberghaus, Rückerts Wirkungsstätte bei Neuses

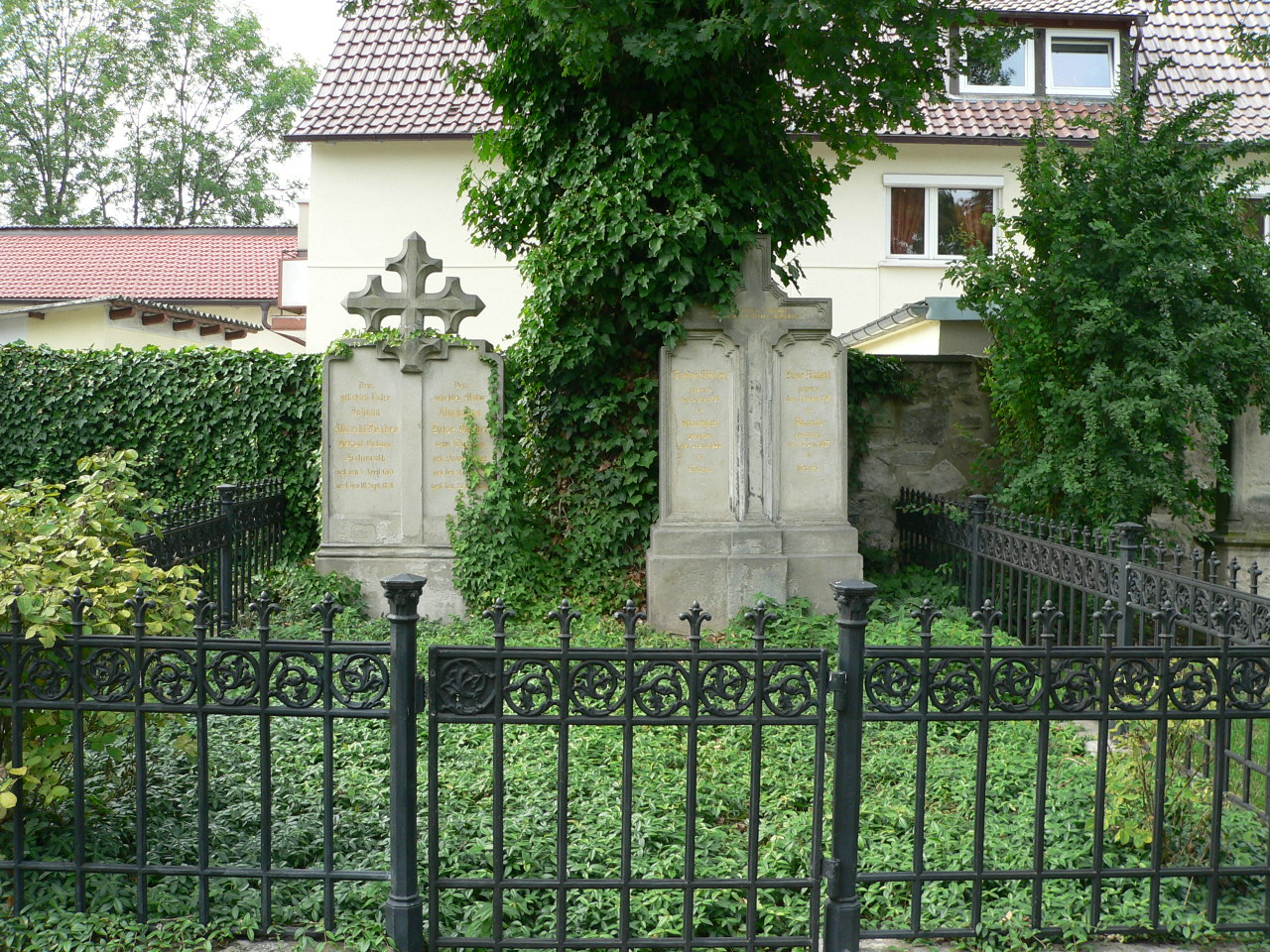
Grabstätte Friedrich Rückerts in Neuses

Im Februar 1819 traf Rückert wieder in Ebern ein. Bis 1826 lebte er als Privatgelehrter vornehmlich in Ebern und Coburg. In dieser Zeit beschäftigte er sich unter anderem mit Teilübersetzungen des Korans, der Übersetzung der Hamasa des Abu Tammam (788–845) sowie der Herausgabe seines ersten großen Gedichtbandes Oestliche Rosen. Die mit Bezug auf den großen persischen Dichter Hafis entstandenen Gedichte erschienen 1822 als Antwort Rückerts auf Goethes West-östlichen Divan.
Im Jahr 1821 zog er nach Neuses bei Coburg ins Haus des Archivars Fischer. Am 26. Dezember 1821 heiratete er dessen Tochter Luise Wiethaus-Fischer. Das Paar hatte zehn Kinder, darunter den 1823 geborenen Historiker und Germanisten Heinrich Rückert.
Friedrich Rückert folgte 1826 einem Ruf als Professor der orientalischen Sprachen und Literaturen an die Universität Erlangen.
Erschütternd sind seine Kindertodtenlieder, in denen er den frühen Tod (Winter 1833/1834) seiner beiden Lieblingskinder beklagt.
König Friedrich Wilhelm IV. von Preußen berief ihn 1841 nach Berlin und verlieh ihm am 31. Mai 1842 den preußischen Orden Pour le Mérite für Wissenschaften und Künste. Dort wohnte er bis 1848 mit häufigen Unterbrechungen, da er sich dort wenig heimisch fühlte. Der König entließ ihn und gewährte ihm für den Rest seines Lebens die Hälfte seines bisherigen Gehaltes. Ab 1848 wählte er seinen Ruhesitz in Neuses bei Coburg, wo er ein Gut besaß. Dort schuf er sich ein Refugium auf dem nahegelegenen Goldberg.
In den Jahrzehnten vor und nach der Berufung nach Berlin blieb Rückert gleich produktiv, wovon seine Haus- und Jahreslieder zeugen. 1846 erschien nach langjährigen Vorarbeiten die Hamasa.
Seit 1846 entstand in den beiden Altersjahrzehnten das von ihm so genannte Liedertagebuch, mehrere 1000 Gedichte mit zumeist autobiographischem Hintergrund. Von diesen Gedichten veröffentlichte Rückert selbst kaum etwas.
Friedrich Rückerts Grab befindet sich neben der Dorfkirche von Neuses. Im ersten Todesjahr des Dichters fand eine Rückert-Feier in Neuses statt. Am Grab hielt Friedrich Wilhelm von Kawaczynski, damals Oberregisseur am Coburger Hoftheater, eine Gedenkrede und legte einen Kranz namens des Künstlervereins „Stiftshütte“ nieder. Der Hofopernsänger  Albert Eilers trug das in Musik gesetzte Gedicht von Rückert „Die Himmelsträne“ vor.
Ein Urenkel war der Opernregisseur Heinz Rückert (1904–1984).

## Sprachen
Mit folgenden 44 Sprachen hat sich Friedrich Rückert übersetzend, lehrend oder sprachwissenschaftlich beschäftigt:
- Indogermanische Sprachen, die in Europa entstanden: Albanisch, Altkirchenslawisch, Englisch, Französisch, Gotisch, Griechisch, Italienisch, Latein, Lettisch, Litauisch, Neugriechisch, Portugiesisch, Russisch, Schwedisch, Spanisch
- Indogermanische Sprachen in Asien: Afghanisch, Armenisch, Avestisch, Hindustani, Kurdisch, Persisch, Pali, Prakrit, Sanskrit
- Semitische Sprachen: Arabisch, Altäthiopisch, Biblisch-Aramäisch, Hebräisch, Maltesisch, Samaritanisch, Syrisch
- Turksprachen: Azeri, Tschagataisch, Türkisch
- Finno-ugrische Sprachen: Estnisch, Finnisch
- Dravidische Sprachen: Kannada, Malayalam, Tamil, Telugu
- Austronesische Sprachen: Hawaiisch, Malaiisch
- Weitere Sprachen: Berberisch, Koptisch

## Mitgliedschaften
Friedrich Rückert war Mitglied der Deutschen Morgenländischen Gesellschaft.

## Auszeichnungen
- 1826: Ehrenbürger von Coburg[16]
- 1838: bayerischer Michaelsorden I. Klasse
- 1841: Regierungsrat
- 1842: Orden Pour le Mérite für Wissenschaften und Künste (1842 gestiftet)
- 1853: Bayerischer Maximiliansorden für Wissenschaft und Kunst (1853 gestiftet)
- 1859: Ehrenmitglied des Pegnesischen Blumenordens
- 1863: Ehrenmitglied des Freien Deutschen Hochstifts, Frankfurt/M.
- 1865: Ehrenbürger von Schweinfurt und im selben Jahr Kommandeur des Ordens Unserer Lieben Frau von Guadalupe

Rückert war außerdem ab 1832 korrespondierendes und ab 1859 auswärtiges Mitglied der Bayerischen Akademie der Wissenschaften.

## Nachleben

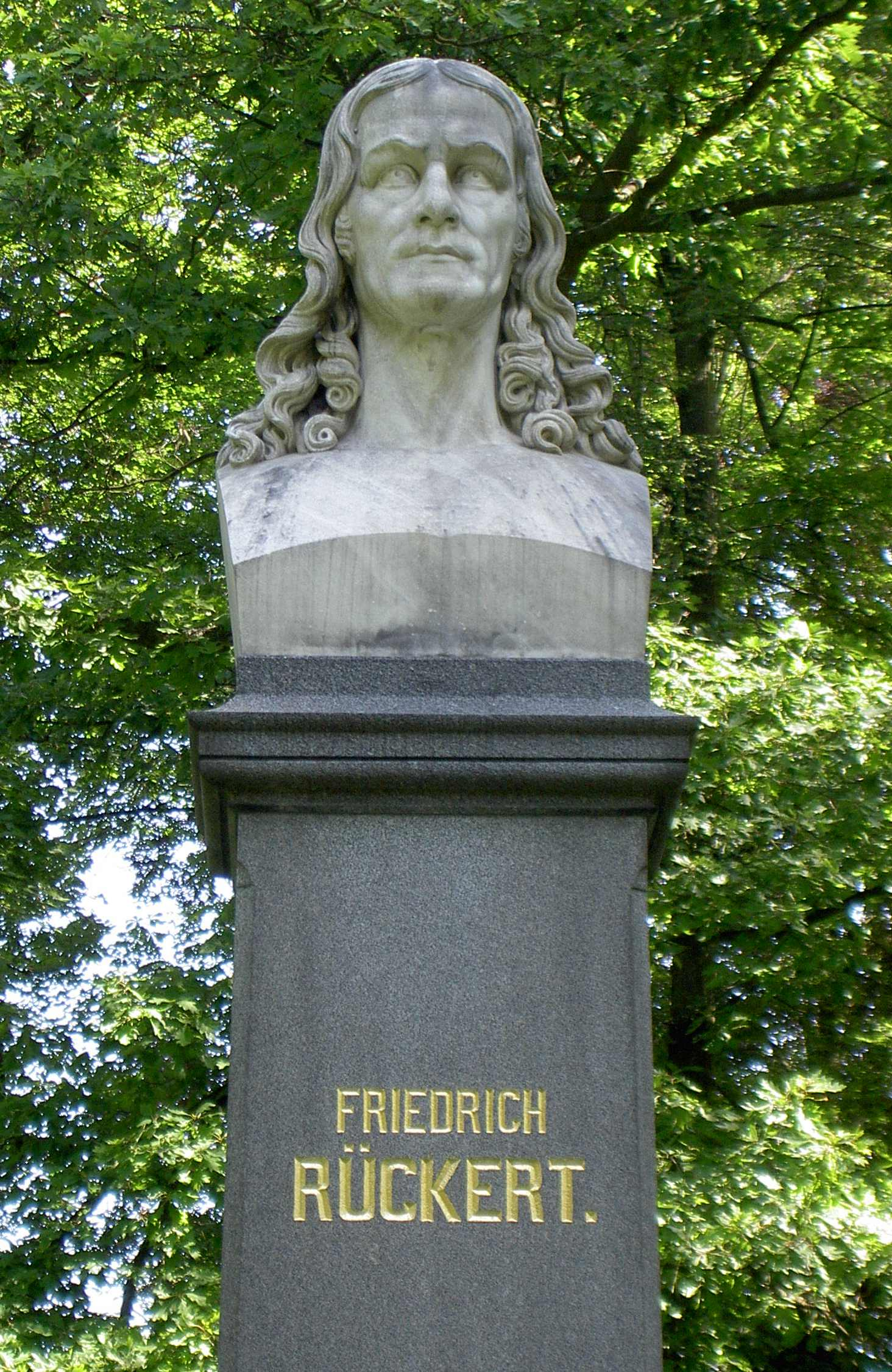
Denkmal in Coburg-Neuses

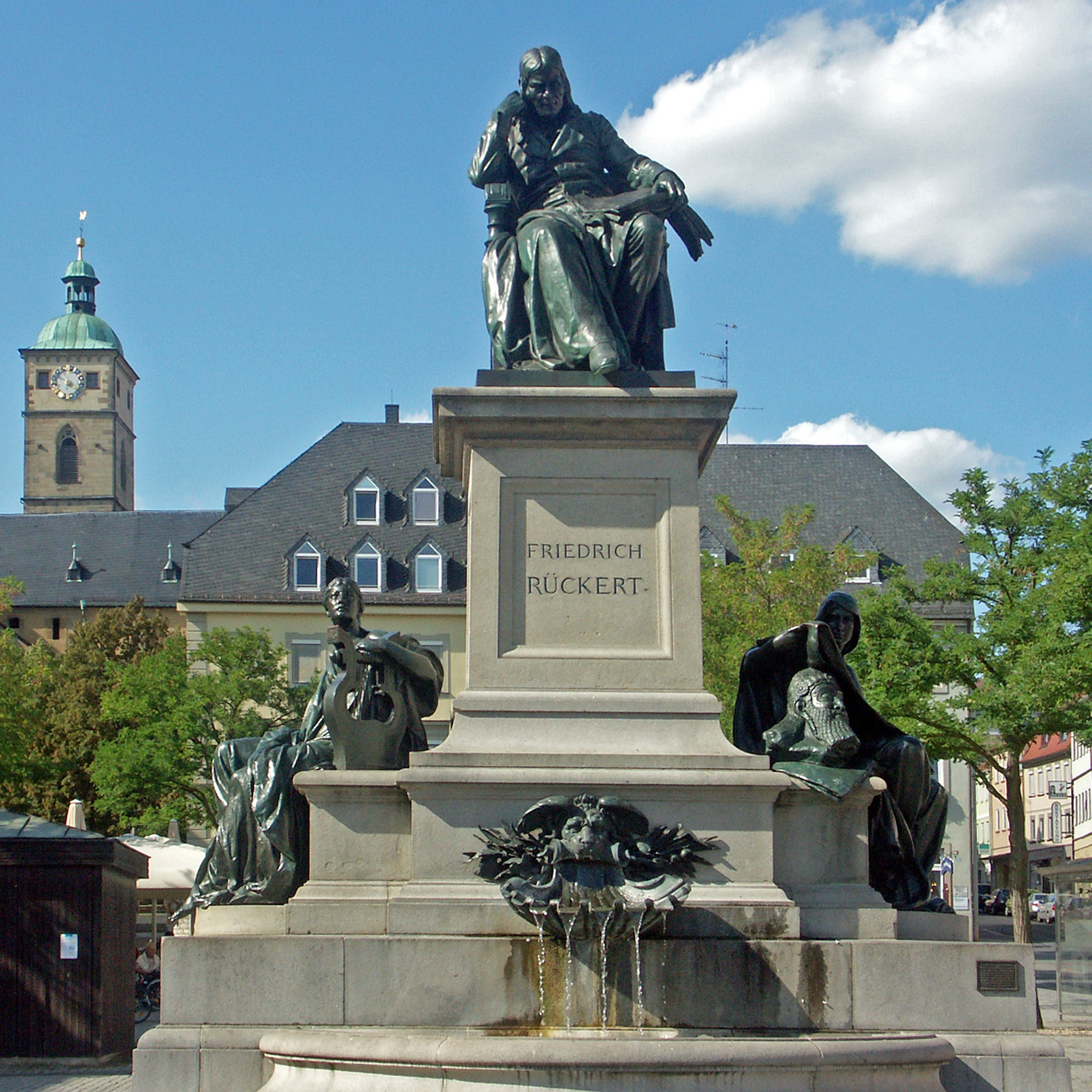
Rückert-Denkmal in Schweinfurt

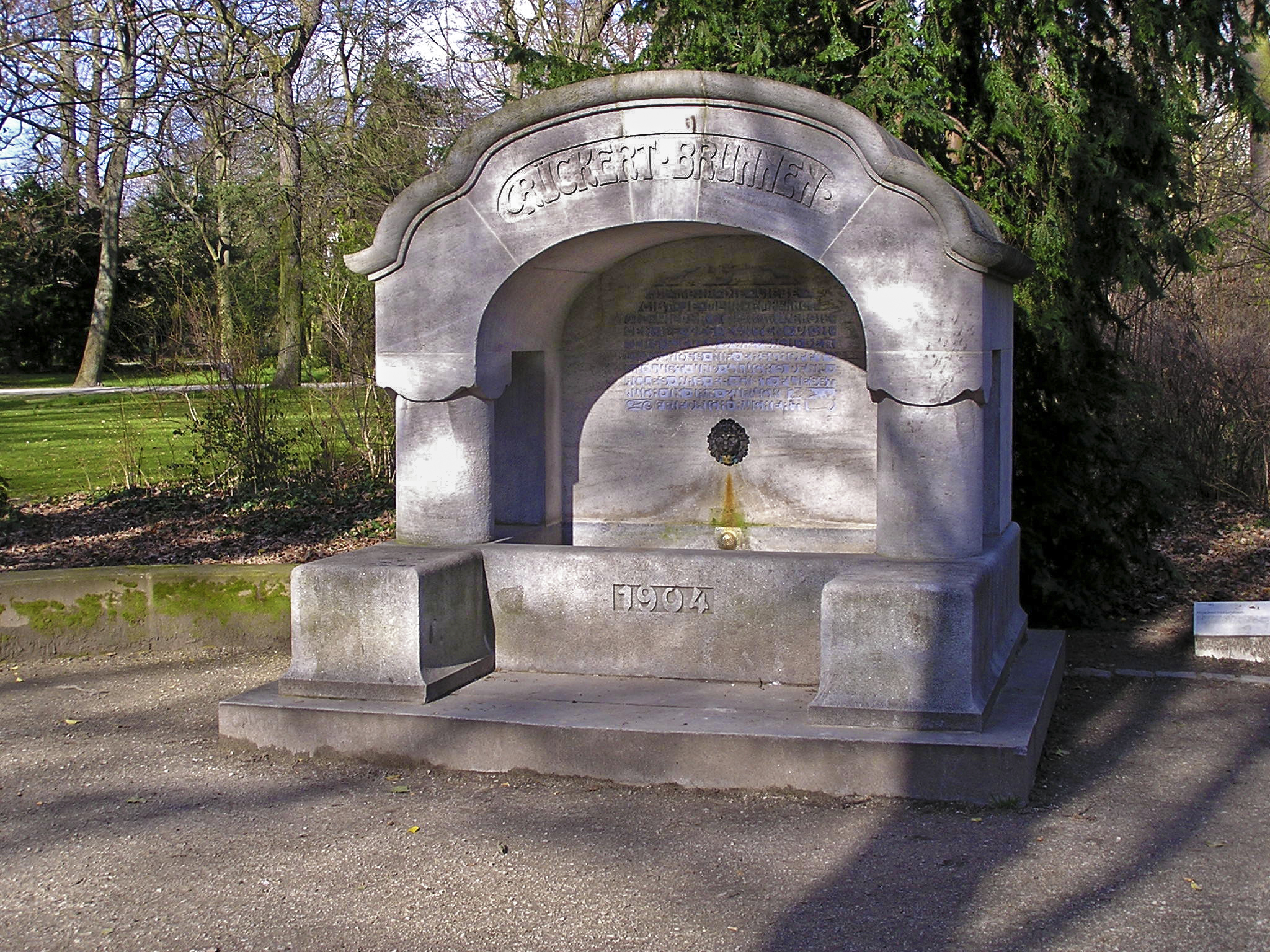
Rückert-Brunnen im Schlossgarten von Erlangen

### Nachlass
Ein großer Teil von Rückerts umfangreichem Nachlass befindet sich im Schweinfurter Stadtarchiv. Die Universitäts- und Landesbibliothek Münster bewahrt seit 1922 einen Großteil des orientalistischen Nachlasses. Weitere Teile des Nachlasses sind auf mehrere Standorte verteilt, z. B. Berlin, Marbach, Weimar und Wien.

### Vertonungen
Viele Gedichte von Rückert sind als Lieder vertont worden. Sehr bekannt ist die Vertonung der Kindertotenlieder und der Fünf Rückertlieder durch Gustav Mahler. Bereits 1859 vertonte Robert Radecke das Gedicht Aus der Jugendzeit.
Auch andere Komponisten wie Franz Schubert, Robert Schumann, Clara Schumann, Johannes Brahms, Carl Loewe, Heinrich Kaspar Schmid, Richard Strauss, Felix Draeseke und Fanny Mendelssohn Bartholdy vertonten Texte von Rückert.
Der Komponist Heinrich Kaspar Schmid vertonte in op. 8 So wandl' ich in Gedanken für Bariton und Klavier. Im Liederspiel zur Laute, oder auch Klavier op. 31 vertonte er sieben Lieder (Hüter, spät und früh; Im Frühling; Die nickende Mutter; Liebe im Kleinen; Lockvogel; All Liebe; Herbsthauch). 1993 vertonte Anne Clark mehrere Gedichte Rückerts (u. a. Ich bin der Welt abhanden gekommen) in ihrem Album The law is an Anagram of Wealth. Aus dem Jahr 2018 stammen die Sechs Lieder nach Friedrich Rückert op. 284 von Klaus Miehling.

### Bildnisse
Bildnisse von Friedrich Rückert haben unter anderem Carl Barth (siehe Bild oben), Bertha Froriep (siehe Bild unten) und Carl August Hohnbaum (1825–1867) angefertigt.

### Denkmäler
Es existieren mehrere öffentliche Denkmäler des Dichters an den Orten seiner Lebensstationen, z. B. in Coburg und Schweinfurt.
Am 28. Oktober 1869 wurde im Garten von Rückerts Haus in Neuses, im späteren Rückert-Park, ein Rückert-Denkmal enthüllt: eine überlebensgroße Büste aus Carrara-Marmor, geschaffen vom Hofbildhauer Ferdinand Müller aus Meiningen, auf einem Syenitsockel. Das Modell zu dieser Büste hatte der Bildhauer Carl Ernst Conrad aus Hildburghausen bereits 1844 in der Berliner Akademieausstellung ausgestellt. Später war das Modell in den Besitz des bayerischen Königs gelangt.
In Schweinfurt, dem Geburtsort des Dichters, wurde am 18. Oktober 1890 auf dem Marktplatz ein Denkmal enthüllt, das Rückert in einem Lehnstuhl sitzend darstellt. Zu seinen Füßen ruhen zwei weibliche Figuren, die als Allegorien für Rückerts Gedichtzyklen Geharnischte Sonette und Die Weisheit des Brahmanen stehen. Friedrich von Thiersch entwarf die architektonischen Teile, der Bildhauer Wilhelm von Rümann gestaltete die plastischen Teile. Der Bronzeguss wurde von der Münchener Erzgießerei Wilhelm Rupp ausgeführt.
Auf dem Berliner Kreuzberg ist eine Herme Rückerts zu finden, die der Berliner Bildhauer Ferdinand Lepcke im Jahr 1899 gepickelt hat. Der Kopf des Dichters ist ein wenig nach rechts gewandt. In der linken Hand hält er ein offenes Schreibheft, in der rechten einen Federkiel. Am Fuße des Sockels steht ein Leier spielender Putto.
Das Brunnen-Denkmal im Erlanger Schlossgarten wurde 1904 in gedrungenen Jugendstilformen errichtet.
Das seit Mai 2017 geöffnete Friedrich-Rückert-Poetikum in Oberlauringen erinnert an seine, von 1793 bis 1803 dort verbrachte Kindheit als Dorfamtmannssohn.

### Rückert als Namensgeber
Die Stadt Schweinfurt vergibt seit 1965 den Friedrich-Rückert-Preis. Seit 2008 vergibt die Stadt Coburg den Coburger Rückert-Preis.
Seinen Namen tragen die Friedrich-Rückert-Grundschule in Erlangen, die Rückert-Mittelschule in Coburg, das Rückert-Gymnasium in Berlin-Schöneberg sowie die Friedrich-Rückert-Gymnasien in Ebern und Düsseldorf.
In vielen Städten in ganz Deutschland und darüber hinaus wurden Straßen nach Rückert benannt, so z. B. zwei Straßen in Berlin-Charlottenburg und Berlin-Steglitz (der Tümpel am Gustav-Mahler-Platz in Berlin-Steglitz unweit der dortigen Rückertstraße ist auf dem Stadtplan als Rückertteich vermerkt). Dem Gedenken Rückerts war nach 1892 auch der Name einer vier Kilometer langen Straße in Berlin-Köpenick gewidmet; seit 1939 heißt sie Wendenschloßstraße. In Bremen-Neustadt gibt es die Rückertstraße mit dem denkmalgeschützten Ensemble der Häusergruppe Rückertstraße. Weitere Rückertstraßen gibt es unter anderem in Bayreuth, Dortmund, Gelsenkirchen, Düsseldorf, Köln, München, Osnabrück, Stuttgart und Wien. Eine Rückertgasse gibt es etwa in Graz.

### Sonstiges
Zum 150. Todestag Rückerts fanden in Rückerts Geburtsstadt Schweinfurt unter dem Titel „Der Weltpoet. Rückertjahr 2016“ Ausstellungen und Veranstaltungen statt.

## Werke (Auswahl)

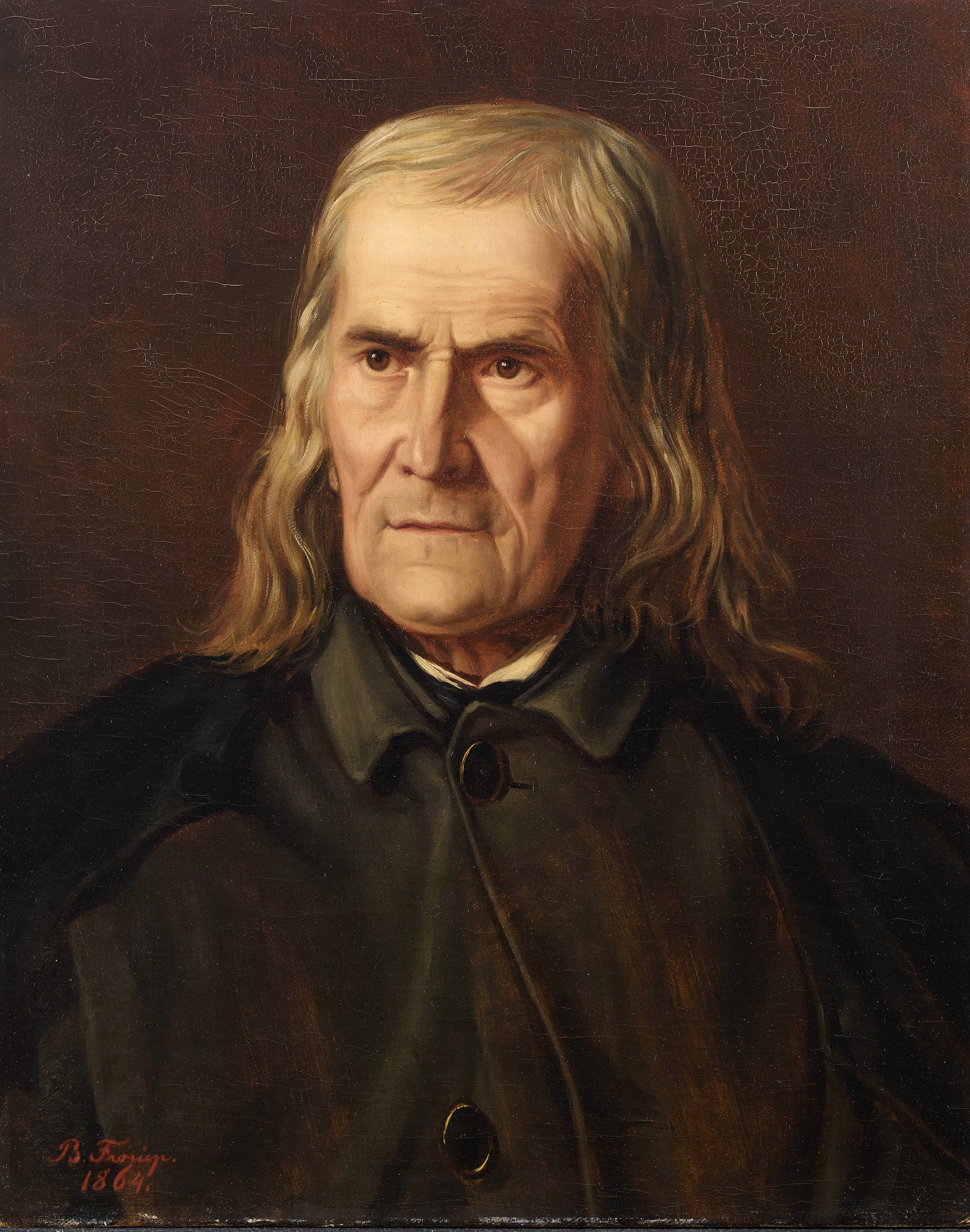
Friedrich Rückert, Bildnis von Bertha Froriep 1864

- Geharnischte Sonette [unter dem Pseudonym Freimund Raimar]. Engelmann, Heidelberg 1814.
- Kranz der Zeit. Stuttgart 1817.
- Napoleon, eine politische Komödie in zwei Stücken. Stuttgart 1816–1818.
- Oestliche Rosen. Brockhaus, Leipzig 1822.
- Die Verwandlungen des Ebu Seid von Serûg oder die Makâmen des Hariri. In freier Nachbildung.
  - Teil 1: Johann Friedrich Cotta, Stuttgart/Tübingen 1826.
  - 2., vervollständigte Auflage, 2 Bände. Johann Friedrich Cotta, Stuttgart/Tübingen 1837.
- Graf Platen in Erlangen. In: Morgenblatt für Gebildete Stände. 30. Jahrgang. J. G. Cotta’sche Buchhandlung, Stuttgart/Tübingen 1836, S. 843 ff.
- Die Weisheit des Brahmanen. Ein Lehrgedicht in Bruchstücken. (Digitalisat und Volltext im Deutschen Textarchiv: Band 1, 1836, Band 2, 1837, Band 3, 1837, Band 4, 1838, Band 5, 1839, Band 6, 1839)
- Rostem und Suhrab. Eine Heldengeschichte in 12 Büchern. Theodor Bläsing, Erlangen 1838.
- Amrilkais, der Dichter und König, sein Leben dargestellt in seinen Liedern. Aus dem Arabischen übertragen von F. Rückert. Cotta, Stuttgart/Tübingen 1843.
- Die Verwandlungen des Abu Seid von Serug oder : die Makamen des Hariri, übers. F. Rückert. Cotta, Stuttgart/Tübingen 1844. 2 Bd. (in MENAdoc Bd. 1, Bd. 2).
- Hamâsa oder die ältesten arabischen Volkslieder. Gesammelt von Abu Temmâm, übersetzt und erläutert von Friedrich Rückert. 2 Bände. 1846 (Digitalisat).
- Auswahl von Gedichten und Gesängen aus dem arabischen Volksheldenroman Siret Autarat Ilbattal, d. i. Leben und Thaten Antara's des Kämpfers. In: Zeitschrift der Deutschen Morgenländischen Gesellschaft, Band 2. 1848. S. 188–204 (Digitalisat).
- Aus Dschami's Liebesliedern. In: Zeitschrift der Deutschen Morgenländischen Gesellschaft, Band 2. 1848. S. 26–51 (Digitalisat).
- II. Aus Dschami's Liebesliedern. In: Zeitschrift der Deutschen Morgenländischen Gesellschaft, Band 4. 1850. S. 44–61 (Digitalisat).
- III. Aus Dschami's Liebesliedern. In: Zeitschrift der Deutschen Morgenländischen Gesellschaft, Band 5. 1851. S. 308–329 (Digitalisat).
- IV. Aus Dschami's Liebesliedern. In: Zeitschrift der Deutschen Morgenländischen Gesellschaft, Band 6. 1852. S. 491–504 (Digitalisat).
- Bemerkungen zu Mohl's Ausgabe des Firdusi, Band I. In: Zeitschrift der Deutschen Morgenländischen Gesellschaft, Band 8. 1854. S. 239–329 (Digitalisat).
- Bemerkungen zu Mohl's Ausgabe des Firdusi, Band I: VII. Minutschehr. In: Zeitschrift der Deutschen Morgenländischen Gesellschaft, Band 10. 1856. S. 127–282 (Digitalisat).
- Der gute König in der Hölle. Mârkandeya-Purâna. In: Zeitschrift der Deutschen Morgenländischen Gesellschaft, Band 12. 1858. S. 336–340 (Digitalisat).
- Die Sage vom König Hariscandra: Mârkandeya - Purana 7 u. 8. In: Zeitschrift der Deutschen Morgenländischen Gesellschaft, Band 13. 1859. S. 103–133 (Digitalisat).
- Eine persische Erzählung. In: Zeitschrift der Deutschen Morgenländischen Gesellschaft, Band 14. 1860. S. 280–287 (Digitalisat).
- Poetisches Tagebuch 1850–1866. Frankfurt am Main 1888.
- Firdosi’s Königsbuch (Schahname) / übers. von Friedrich Rückert. Aus dem Nachlass hrsg. von E. A. Bayer. Reimer, Berlin (in MENAdoc).
  - Sage I–XIII, 1890 LII, 439 S, in MENAdoc.
  - Sage XV–XIX, 1894 X, 590 S, in MENAdoc.
  - Sage XX–XXVI. Nebst einem Anhang: „Rostem und Suhrab“ im Nibelungenmaß und Alexander und der Philosoph, 1895, XI + 367 S, in MENAdoc.
- Der Koran, in der Übersetzung von Friedrich Rückert, herausgegeben von Hartmut Bobzin, mit erklärenden Anmerkungen von Wolfdietrich Fischer. Ergon, Würzburg 2000.
- Im Evangelischen Gesangbuch (Nr. 14) ist das Adventslied Dein König kommt in niedern Hüllen abgedruckt. Das Lied wurde 1834 erstmals veröffentlicht. Die Melodie stammt von Johannes Zahn.

- Gedichte (Auswahl):[31]

- Abendlied (Ich stand auf Berges Halde)
- Vom Bäumlein, das andere Blätter hat gewollt
- Ich bin der Welt abhanden gekommen
- Chidher (Chidher, der ewig junge, sprach)
- Herbstlieder 2 (Herz, nun so alt und noch immer nicht klug)
- Aus der Jugendzeit, aus der Jugendzeit
- Kehr ein bei mir (Du bist die Ruh, der Friede mild)
- Alles Klagen frommt nicht (aus den Kindertotenliedern)
- Mitternacht (Um Mitternacht hab ich gewacht)
- Liebst du um Schönheit, vertont von Gustav Mahler

## Ausgaben
Im 19. Jahrhundert sind mehrere Auswahlausgaben erschienen, die als Leseausgaben noch immer eine gewisse Bedeutung haben. Zu Beginn des 20. Jahrhunderts sind einige seiner Übersetzungen aus dem Nachlass herausgegeben worden. Rückerts Werke wurden in 20 Sprachen übersetzt.
Seit 1998 erscheint die Historisch-kritische Ausgabe in Einzelbänden.

### Werkausgaben
- Friedrich Rückerts Werke. Historisch-kritische Ausgabe. ›Schweinfurter Edition‹. Begründet von Hans Wollschläger † und Rudolf Kreutner. Herausgegeben von Rudolf Kreutner, Claudia Wiener und Hartmut Bobzin. Wallstein, Göttingen 1998 ff.; bislang 12 Bände in 15 Einzelbänden (Stand September 2019, sortiert nach den Bandnummern, die den Entstehungszeitraum angeben, ggf. mit nachfolgender Ordnungsnummer):
  - Zeitgedichte und andere Texte der Jahre 1813 bis 1816. Bearbeitet von Claudia Wiener und Rudolf Kreutner, 2009 (= Werke 1813–1816.1/2).
  - Gedichte von Rom, 2000 (= Werke 1817–1818).
  - Kindertodtenlieder und andere Texte des Jahres 1834. Bearbeitet von Hans Wollschläger und Rudolf Kreutner, 2007 (= Werke 1834).
  - Die Weisheit des Brahmanen, 1998 (= Werke 1835–1836.1/2).
  - Liedertagebuch I/II, 1846–1847, 2001 (= Werke 1846–1847.1).
  - Hamâsa oder die ältesten arabischen Volkslieder, gesammelt von Abu Temmâm, übersetzt und erläutert von Friedrich Rückert. Bearbeitet von Wolfdietrich Fischer, 2004 (= Werke 1846–1847.2/3).
  - Liedertagebuch III/IV, 1848–1849, 2002 (= Werke 1848–1849).
  - Liedertagebuch V/VI, 1850–1851, 2003 (= Werke 1850–1851.1).
  - Saadi’s Bostan. Aus dem Persischen übersetzt von Friedrich Rückert. Hrsg. von Wilhelm Pertsch. Leipzig 1882. Bearbeitet von Jörn Steinberg, Jalal Rostami Gooran, Annemarie Schimmel und Peter-Arnold Mumm. 2013 (= Werke 1850–1851.2).
  - Liedertagebuch VII–IX, 1852–1854, 2007 (= Werke 1852–1854.1).
  - Liedertagebuch X, 1855, 2015 (= Werke 1855.1).
  - Liedertagebuch XI, 1856, 2019 (= Werke 1856.1).
- Conrad Beyer (Hrsg.): Friedrich Rückerts Epische Dichtungen. Max Hesse, Leipzig [um 1900].

### Einzelausgaben
- Hartmut Bobzin (Hrsg.): Der Koran in der Übersetzung von Friedrich Rückert. 4. Aufl., Würzburg 2001.
- Hans Wollschläger (Hrsg.): Kindertodtenlieder. (1993 auch als insel taschenbuch 1545)